# Neocordulia mambucabensis
Neocordulia mambucabensis är en trollsländeart som beskrevs av Costa och Santos 2000. Neocordulia mambucabensis ingår i släktet Neocordulia och familjen skimmertrollsländor. IUCN kategoriserar arten globalt som otillräckligt studerad. Inga underarter finns listade i Catalogue of Life.